# Oost-Nieuw-Guinese lijsterdikkop
Oost-Nieuw-Guinese lijsterdikkop (Colluricincla fortis) is een zangvogel uit de familie Pachycephalidae (dikkoppen en fluiters).

## Taxonomie
Deze soort was eerder een ondersoort van de arafuralijsterdikkop (C. megarhyncha). Moleculair genetisch onderzoek gepubliceerd in 2011 en 2108 leidde tot een andere indeling in soorten en ondersoorten.

## Verspreiding
Er zijn drie ondersoorten:
- C. f. despecta: zuidoostelijke en zuidelijke kustgebieden van Nieuw Guinea.
- C. f. fortis: D'Entrecasteaux-eilanden (eilanden zuidoostelijk van Nieuw-Guinea
- C. f. trobriandi : Trobriand-eilanden (eilanden oostelijk van Nieuw-Guinea)

## Leefgebied
Het leefgebied bestaat uit tropisch en subtropisch regenwoud of natuurlijk tropisch montaan bos.